# Daniel Carlisle
Daniel Thomas "Dan" Carlisle, född 14 december 1955 i Houston, Texas, är en amerikansk före detta sportskytt.
Carlisle blev olympisk bronsmedaljör i trap vid sommarspelen 1984 i Los Angeles.